# Незвисько
Не́звисько — село в Україні, у Городенківській міській громаді Коломийського району Івано-Франківської області.
Розташоване на правому березі річки Дністер, за 24 км від адміністративного  центру громади. Через село проходить шосе. До 2020 Незвиській сільській раді було також підпорядковане село Воронів.
Відповідно до Розпорядження Кабінету Міністрів України від 12 червня 2020 року № 714-р «Про визначення адміністративних центрів та затвердження територій територіальних громад Івано-Франківської області» увійшло до складу Городенківської міської громади.

## Населення
Населення — 800 осіб.

### Мова
Розподіл населення за рідною мовою за даними перепису 2001 року:
| Мова       | Кількість | Відсоток |
| ---------- | --------- | -------- |
| українська | 797       | 99.63%   |
| російська  | 3         | 0.37%    |
| Усього     | 800       | 100%     |

## Географія
У селі потік Воронів впадає у річку Хотимирку.

## Історія
На території села виявлено 5 пізньопалеолітичних стоянок, поселення перших неолітичних землеробів культури лінійно-стрічкової кераміки, трипільської культури, доби бронзи, скіфських часів, черняхівської культури та давньоруської доби.
У писемних джерелах село вперше згадується 12 березня 1436 року під назвою Незвище (Nyeswyescze).
1703 року опришки загону І. Пискливого розправилися з місцевими можновладцями.
За словами начальника Служби автомобільних доріг Івано-Франківської області Василя Буджака, у листопаді 2016 року на завершальній стадії перебували ремонтні роботи на автомобільному мості через річку Дністер.

## Релігія
Є мурована церква Вознесіння Господнього 1868 року будови (УПЦ КП). Настоятель — протоієрей Михайло Возняк.

## Соціальна сфера
У селі є середня загальноосвітня школа, бібліотека, клуб.

## Символіка
Має свої офіційно затверджені у 1998 році герб] і хоругву.

## Галерея

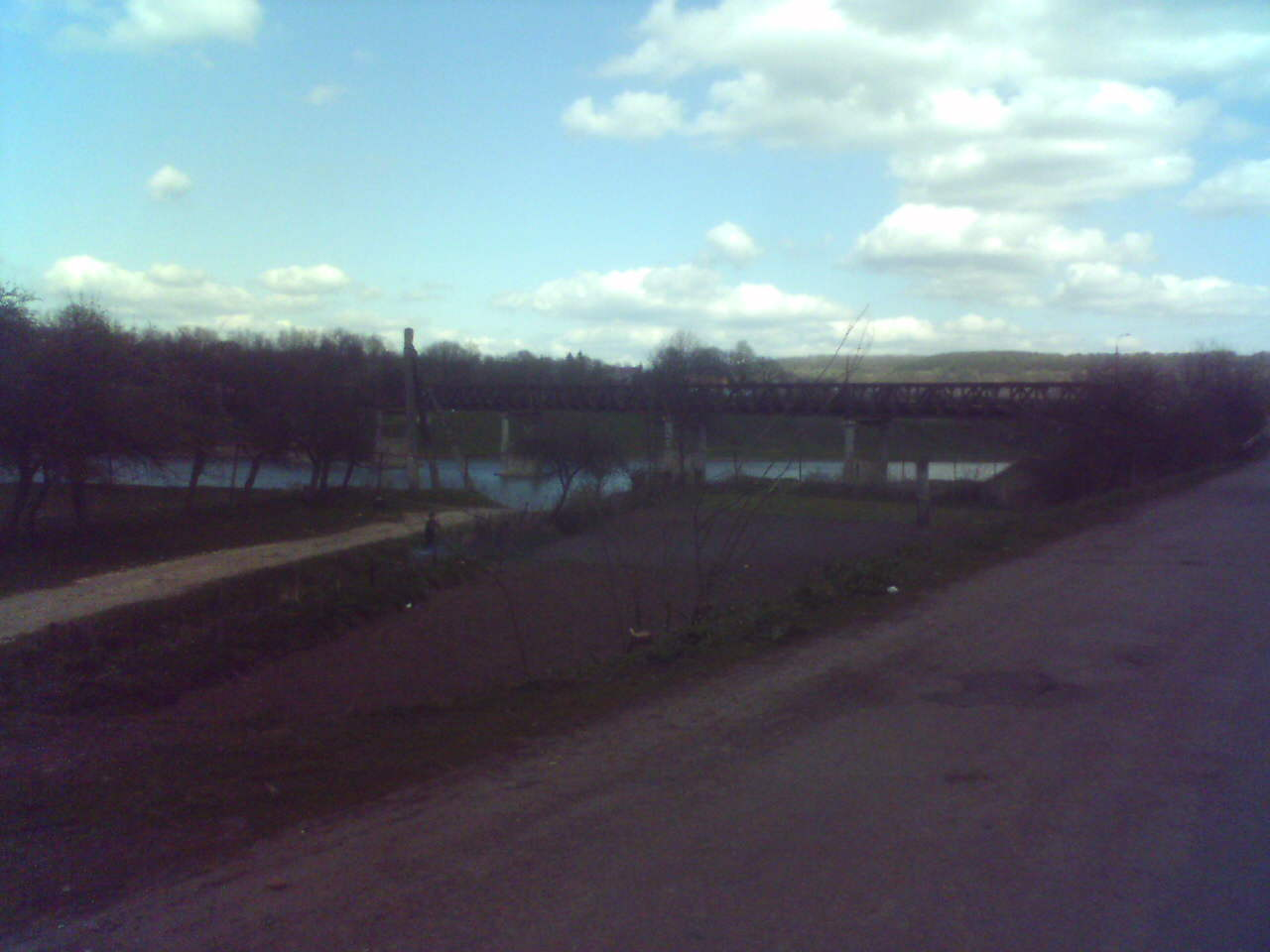
Вигляд на міст через Дністер, 2010
Меморіал на честь загиблих радянських вояків під час Другої світової війни
Курган Українським січовим стрільцям, відновлений 1990 року

## Відомі люди
- Микола Антоневич — педагог, історик, громадський діяч[7].

### Дідичі
- Микола Василь Потоцький[8].
- Іґнацій (бл. 1715—1765[9]) і його небіж (братанок) Вінцентій Гавел (бл. 1744—27.9.1787[10]) Потоцькі[8].

### Відео
- Незвисько // «Свій край, як рай». ТРК «Карпати»
- Ремонт Незвиського мосту // YouTube, 19 липня 2016 р.
- Розпочався ремонт моста через Дністер між селами Незвисько і Лука Городенківського району // YouTube, 25 липня 2016.
- 110 км велосипедом: Городенка-Незвисько-Золотий Потік-Язловець-Устечко-Городенка // YouTube, 1 червня 2017.